# Muzafer Korkuti
Muzafer Korkuti (Fterra, 1936. május 17. –) albán régész, őskortörténész, a 20. századi albán őstörténeti kutatások jeles alakja, az Albán Tudományos Akadémia örökös tagja, 2014–2017 között elnöke.

## Életútja
A középiskolát Shkodrában végezte el, ezt követően 1955-ben szülőfalujában lett az iskola tanítója, majd igazgatója. 1956 elején diákjaival Tiranában járt, ahol egyebek mellett a nagy hatalmú pártfőtitkár, Enver Hoxha is látta előadásukat, és nem sokkal később felajánlotta a fiatal vidéki tanárnak, hogy a kedvére való szakirányon állami ösztöndíjjal végezze el az akkor alapított Tiranai Egyetemet. Korkuti 1957-ben a fővárosi egyetem történelem szakos hallgatója lett, diplomáját 1962-ben szerezte meg. Tanulmányai során 1959-ben alkalma nyílt arra, hogy két hónapon át a moszkvai Régészeti Intézetben, majd hosszabb időn keresztül a Leningrádi Egyetem vendéghallgatójaként képezze tovább magát. Tudományos pályáján 1961-ben indult el mint a tiranai Történeti és Nyelvészeti Intézet régészeti osztályának munkatársa.
1965–1967-ben kínai és romániai tanulmányúton járt. Hazatérését követően, még 1967-ben kinevezték a Történeti és Nyelvészeti Intézet régészeti osztályának vezetőjévé. Szervezőmunkájának köszönhetően az osztály 1976-ban akadémiai intézményként önállósult Régészeti Központ néven. A kutatóközpont megalakítását követően karrierje azonban megbicsaklott, a fieri régészeti állomás munkatársává fokozták le, ahol elsősorban az Apollóniában ásató szovjet régészcsoport munkáját segítette. Az évtized fordulóján visszatérhetett a fővárosba, és először 1982-től 1990-ig, majd 1998-tól 2006-ig töltötte be az új nevén Régészeti Intézet igazgatói tisztségét. 1968-tól 2002-ig gyakori vendégelőadója volt alma materének, a Tiranai Egyetemnek, valamint vendégprofesszorként megfordult Párizs, Berlin, Heidelberg, Róma, Bologna, Pisa, Bari, Lecce, Athén, Bécs, Cincinnati és Los Angeles egyetemein.

## Munkássága
Tudományos munkássága középpontjában Albánia őskorának régészeti és történeti kutatása áll, behatóan vizsgálta hazája újkőkori, kőrézkori és bronzkori kultúráit, illetve ezek kapcsolódási pontjait az ókorban a mai Albánia területén megjelent illírek műveltségi viszonyaival. Diplomaszerzését követően Frano Prendi mellett alkalma nyílt az egyik legjelentősebb albániai neolitikus lelőhelyen, a maliqi kultúra településein ásatni. Tizennégy éven keresztül segédkezett Maliq mellett Tren, Dunavec, Vashtëmia, Burimas stb. újkőkori településeinek feltárásánál. Pályája során számos ásatást irányított Albánia őskori és ókori régészeti helyszínein: Cakran (1969, 1984), Onkhészmosz (1969), Patos (1976), Bënja (1983), Kolsh (1983), Katundas (1986), Çetush, Gradec, Konispol (1989–1990, 1992–1995) és Kryegjata (1998–2003).
1965-ben tíz hónapos kínai tanulmányúton vett részt, amelynek során Pej Ven-csung előadásait hallgatta, részt vett egy paleolitikumi lelőhely ásatásain, illetve útja utolsó három hónapjában újkőkori és bronzkori régészeti helyszíneket látogatott végig. Hazatérése után egy államközi együttműködés keretében Romániában, egy Duna-völgyi neolitikus telep feltárásánál működött közre.
A régészeti munka mellett sokat tett az albán régészet tudományos fórumainak megteremtéséért. Alapítóként 1971-ben ő indította útjára az Iliria (’Illíria’) című szakfolyóiratot, amelynek 1975-ig, majd a későbbiekben még két alkalommal (1986–1991, 1998–2002) főszerkesztője volt. 2008-tól 2012-ig részt vett a Studia Albanica szerkesztésében. 1972-ben Tiranában megszervezte az ősrégészek és balkanológusok első nemzetközi illirológiai konferenciáját, ezzel olyan külföldi tudósokat kapcsolt be az albán tudományosságba, mint N. G. L. Hammond és Anthony Harding. Ugyancsak az 1970-es években az albán hatóságoknál kijárta az engedélyt a francia régész, Pierre Cabanes számára, hogy a szintén francia Léon Rey által megkezdett, de a második világháborúban félbeszakított ásatásokat folytathassa Apollónia romvárosában. 1982-től a régészet iránt érdeklődő fiatalok számára terepgyakorlattal összekötött nyári táborokat szervezett Butrintban.
1990-től nagy erőfeszítéseket tett azért, hogy a sztálinista izolációból kiszabadult országot mihamarabb bekapcsolja a nemzetközi tudományosság vérkeringésébe. 1991-ben hozott tető alá egy együttműködést a Texasi Egyetemmel, amelynek keretében albán–amerikai régészcsoport végzett ásatásokat a konispoli őskori régészeti helyszíneken. A későbbi években a Cincinnati Egyetem régészcsoportjával együttműködve Mallakastrai Régészeti Projekt néven több éven át futó ásatássorozat szervezését vállalta magára.
2008 óta az Albán Tudományos Akadémia örökös tagja, 2009-től 2010-ig a tudományos testület alelnöke, 2014-től 2017-ig pedig elnöke volt. A Német Régészeti Intézet, 2010-től az Amerikai Régészeti Intézet levelező tagja. Tudományos eredményei elismeréseképpen az állami „Mjeshtër i madh” (’nagymester’) kitüntetésben részesült.

### Főbb művei
Pályája során a százat meghaladó szakcikket írt hazai, negyven tanulmányt nemzetközi szakfolyóiratokba. Pierre Cabanes, Neritan Ceka és Apollon Baçe mellett az egyik fő közreműködője volt a Harta arkeologjike e Shqipërise (’Albánia régészeti atlasza’) szerkesztésének és 2008-as kiadásának.
Shqipëria arkeologjike
- Neritan Ceka – Muzafer Korkuti: Arkeologjia: Greqia, Roma, Iliria (’Régészet: Görögország, Róma, Illíria’). Tiranë: Libri Universitar. 1993.
- Muzafer Korkuti: Neolithikum und Chalkolithikum in Albanien. Mainz am Rhein: Zabern. 1995.
- Muzafer Korkuti: Parailirët, ilirët, arbërit: Histori e shkurtër (’Preillírek, illírek, arberek: Rövid történelem’). Tiranë: Toena. 2003.  ISBN 99927-1-689-4
- Muzafer Korkuti: Arti shkëmbor në Shqipëri (’Sziklarajzok Albániában’). Tiranë: Mali Pleshti. 2008.
- Muzafer Korkuti: Qytetërimi neolitik dhe eneolitik në Shqipëri (’Újkőkori és kőrézkori telepek Albániában’). Tiranë: Akademia e Shkencave. 2010.
- Muzafer Korkuti: Albania: Archaeological studies on the prehistory of Albania. Tirana: Academy of Sciences of Albania. 2013.  ISBN 9789995610517

- Muzafer Korkuti: Etnogjeneza e ilirëve (’Az illírek etnogenezise’). Tiranë: Akademia e Shkencave. 2016.